# Boubská
Boubská (německy Busk) je vesnice, část města Vimperk v okrese Prachatice v Jihočeském kraji. Leží dva kilometry severovýchodně od Vimperka. Nachází se zde kaplička Nejsvětějšího srdce Panny Marie, hasičská zbrojnice, a mezi Boubskou a Bořanovicemi škola, která je dnes opuštěná ve vlastnictví zemědělského družstva. Většina obyvatel dojíždí za prací do města. Autobusová doprava jezdí dvakrát denně.[zdroj?]
Ve vesnici se nachází zemědělská budova – kravín, z části kravína je sklad paliv s dřevoprodejem. Dále se zde nachází výrobním závod nábytku, mimo jiné postele a matrace.

## Historie
První písemná zmínka o vesnici pochází z roku 1359.

## Obyvatelstvo
| Rok            | 1869 | 1880 | 1890 | 1900 | 1910 | 1921 | 1930 | 1950 | 1961 | 1970 | 1980 | 1991 | 2001 | 2011 | 2021 |
| -------------- | ---- | ---- | ---- | ---- | ---- | ---- | ---- | ---- | ---- | ---- | ---- | ---- | ---- | ---- | ---- |
| Počet obyvatel | 229  | 289  | 281  | 354  | 368  | 360  | 728  | 153  | 133  | 133  | 130  | 91   | 105  | 137  | 101  |
| Počet domů     | 28   | 35   | 40   | 46   | 48   | 52   | 55   | 54   | 77   | 32   | 28   | 32   | 42   | 53   | 50   |

## Obecní správa
Při sčítání lidu v letech 1850–1971 Boubská byla samostatnou obcí, se kterým patřila nejprve do okresu Prachatice, ale v roce 1950 v okrese Vimperk a od roku 1960 v okrese Prachatice. Od 26. listopadu 1971 je částí města Vimperk v okrese Prachatice, kdy se konaly městské volby. V letech 1850–1955 k obci patřily Trhonín a Vícemily, v letech 1850–1971 Bořanovice a v letech 1961–1971 také Pravětín a Veselka.

## Pamětihodnosti
- Podlešákův jilm, památný strom na mezi asi 150 metrů za zemědělským areálem severozápadně od vesnice

## Fotogalerie

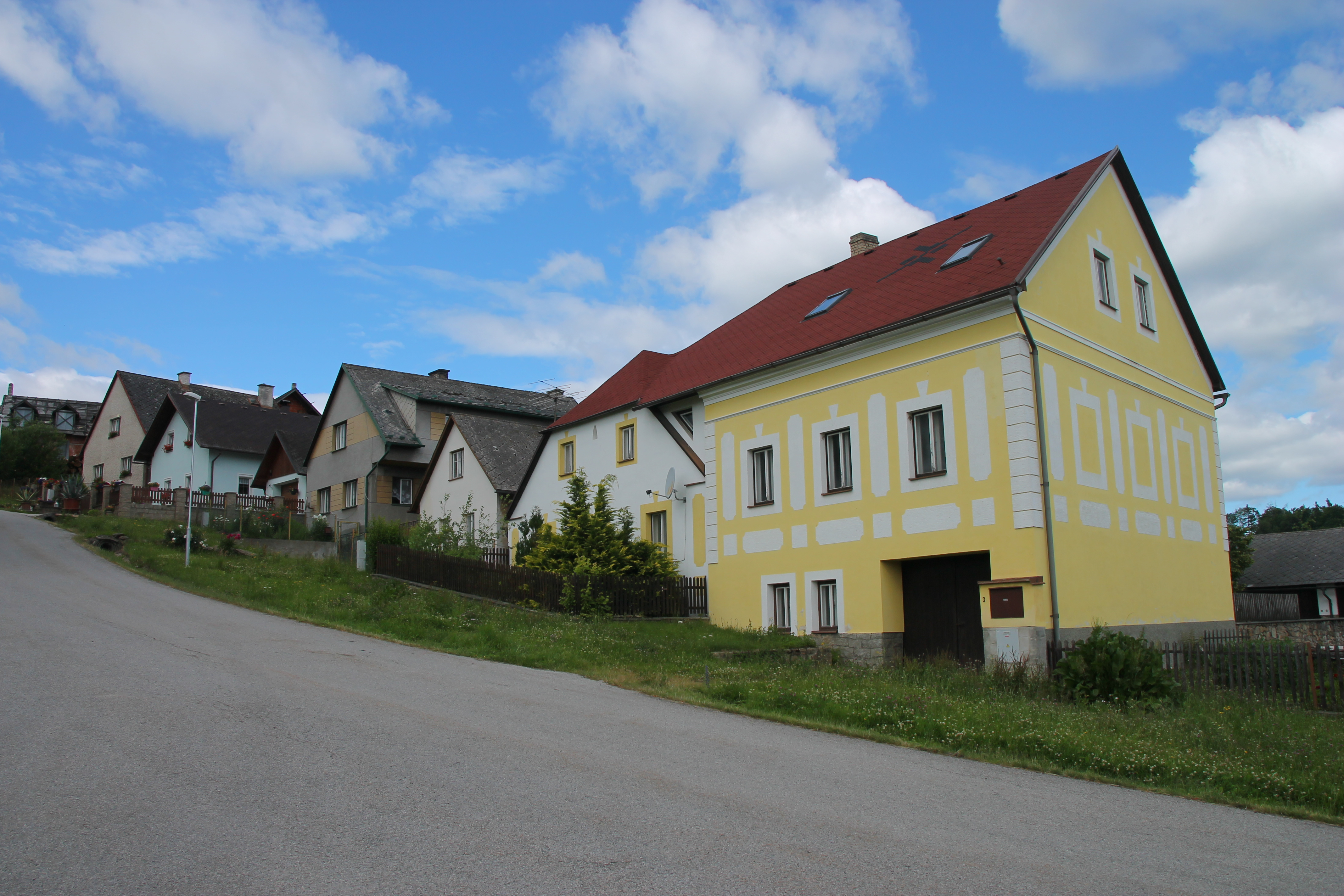
Chalupy ve vesnici
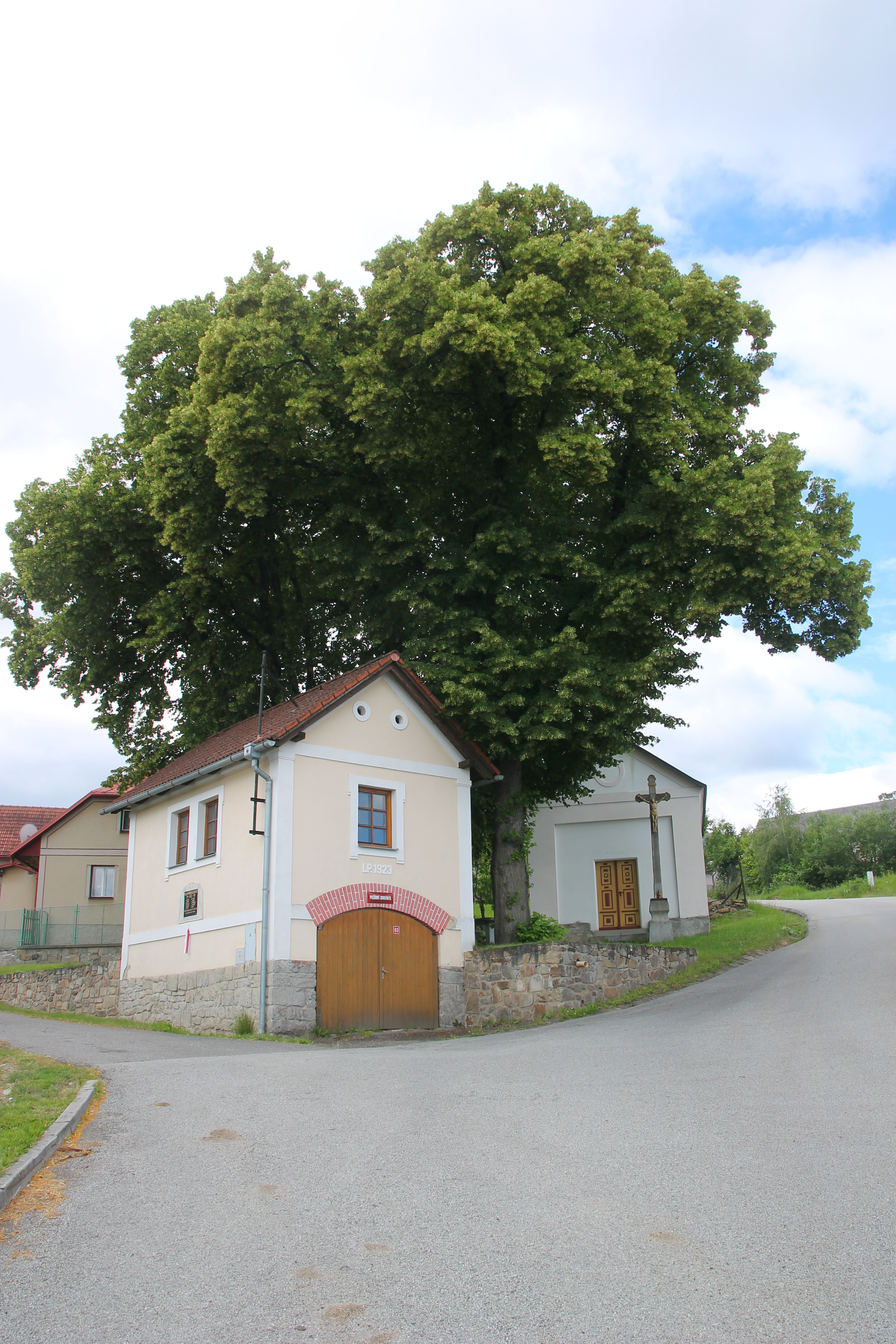
Požární zbrojnice na návsi
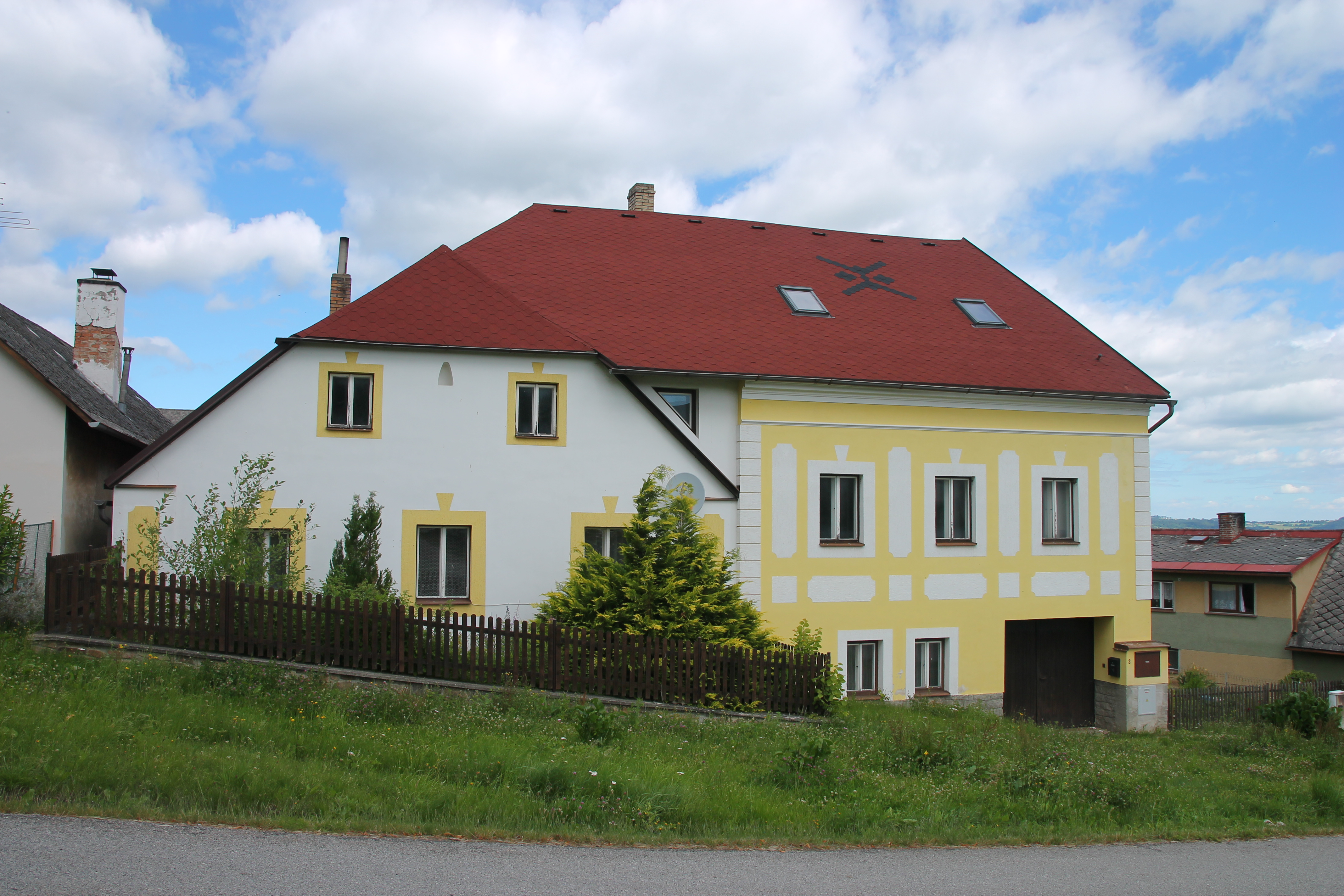
Chalupy ve vesnici
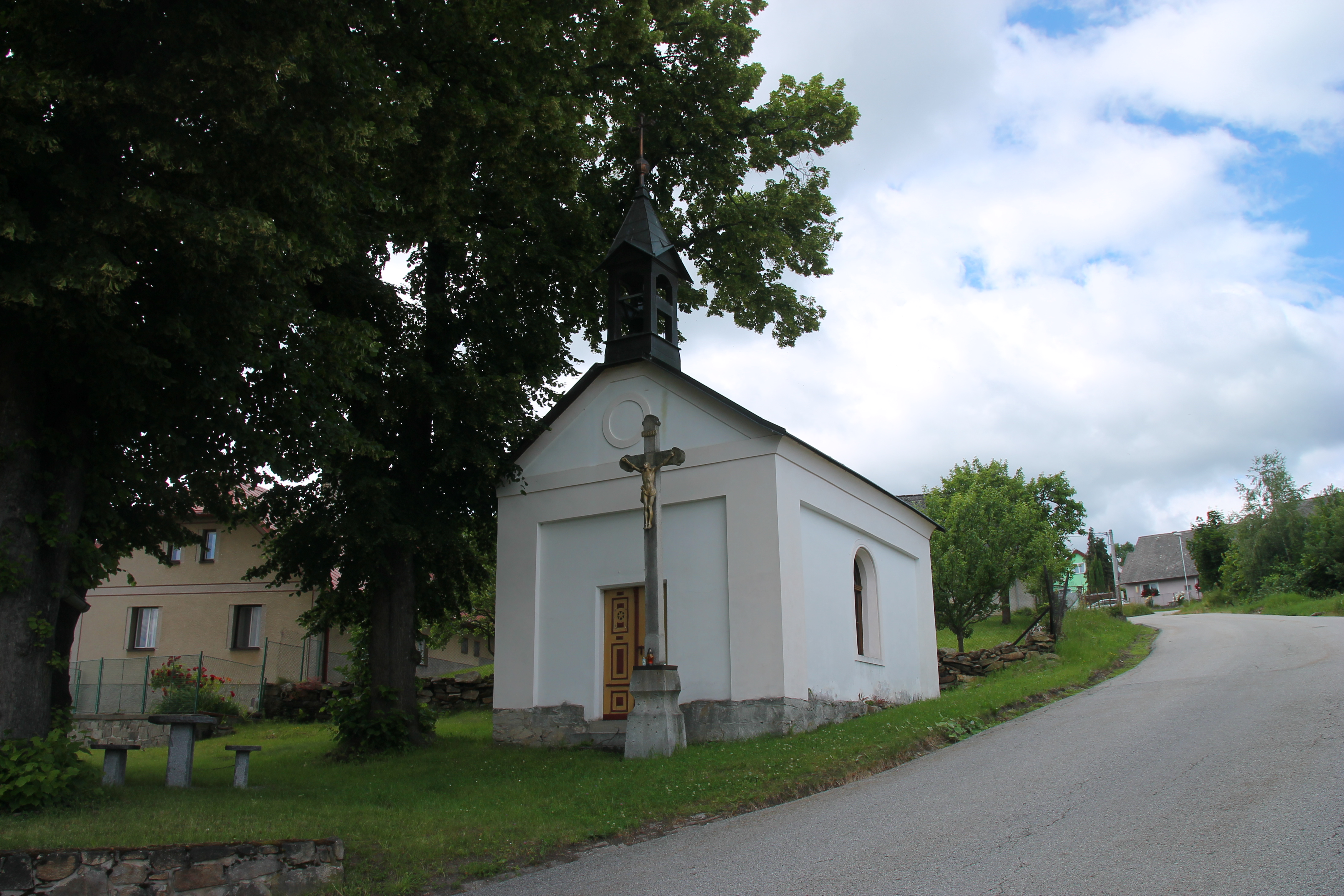
Kaple s křížkem
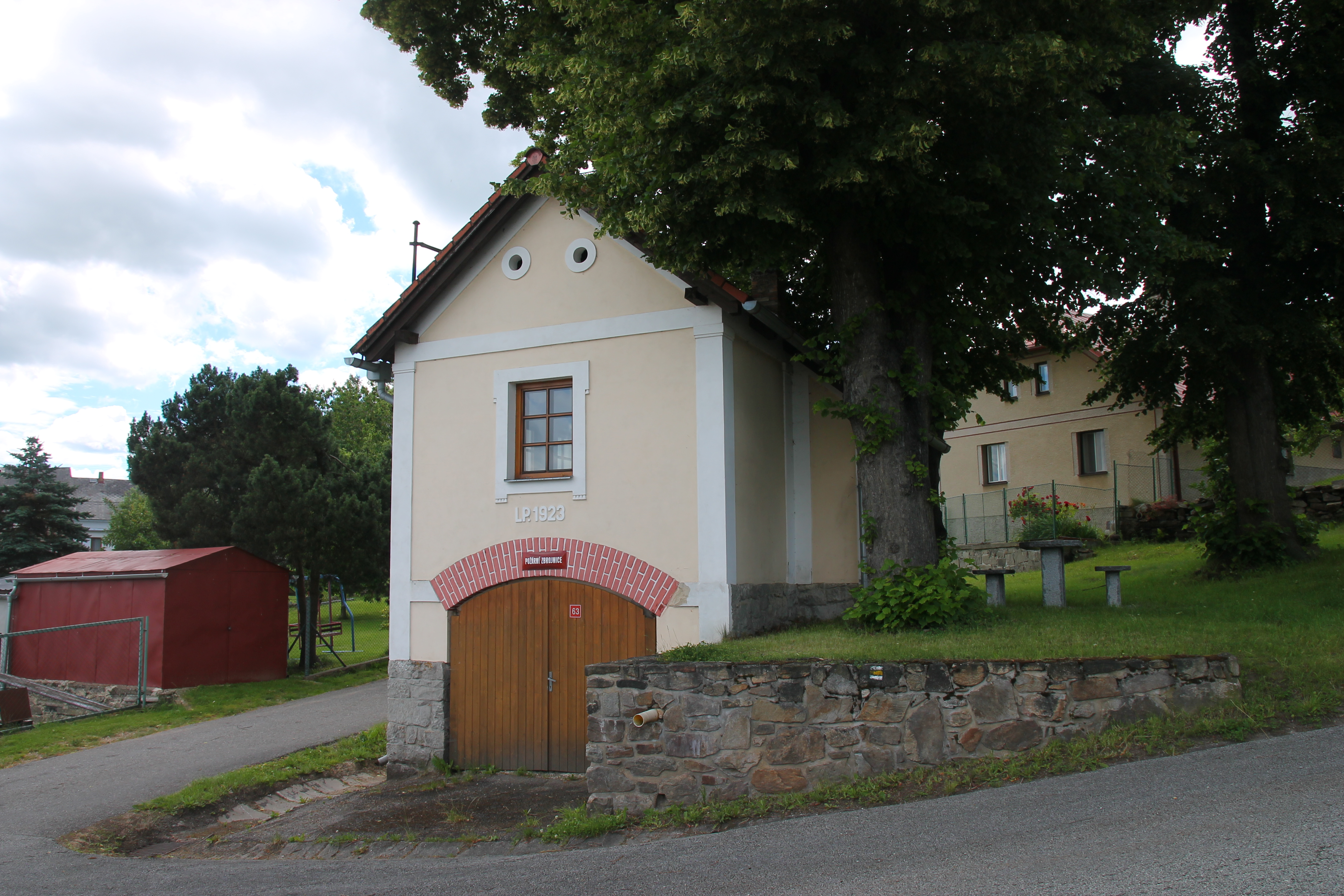
Požární zbrojnice na návsi
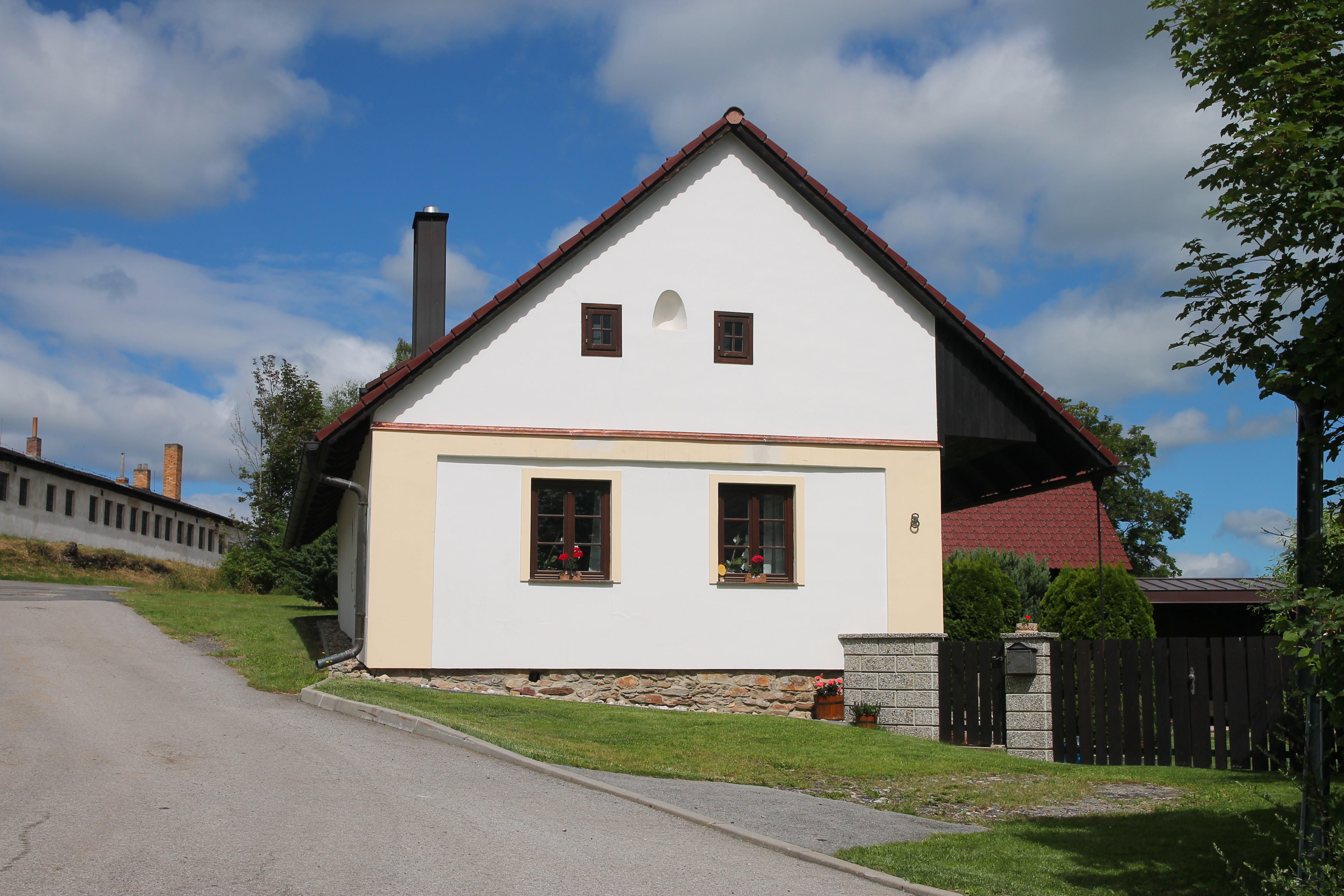
Chalupy ve vesnici
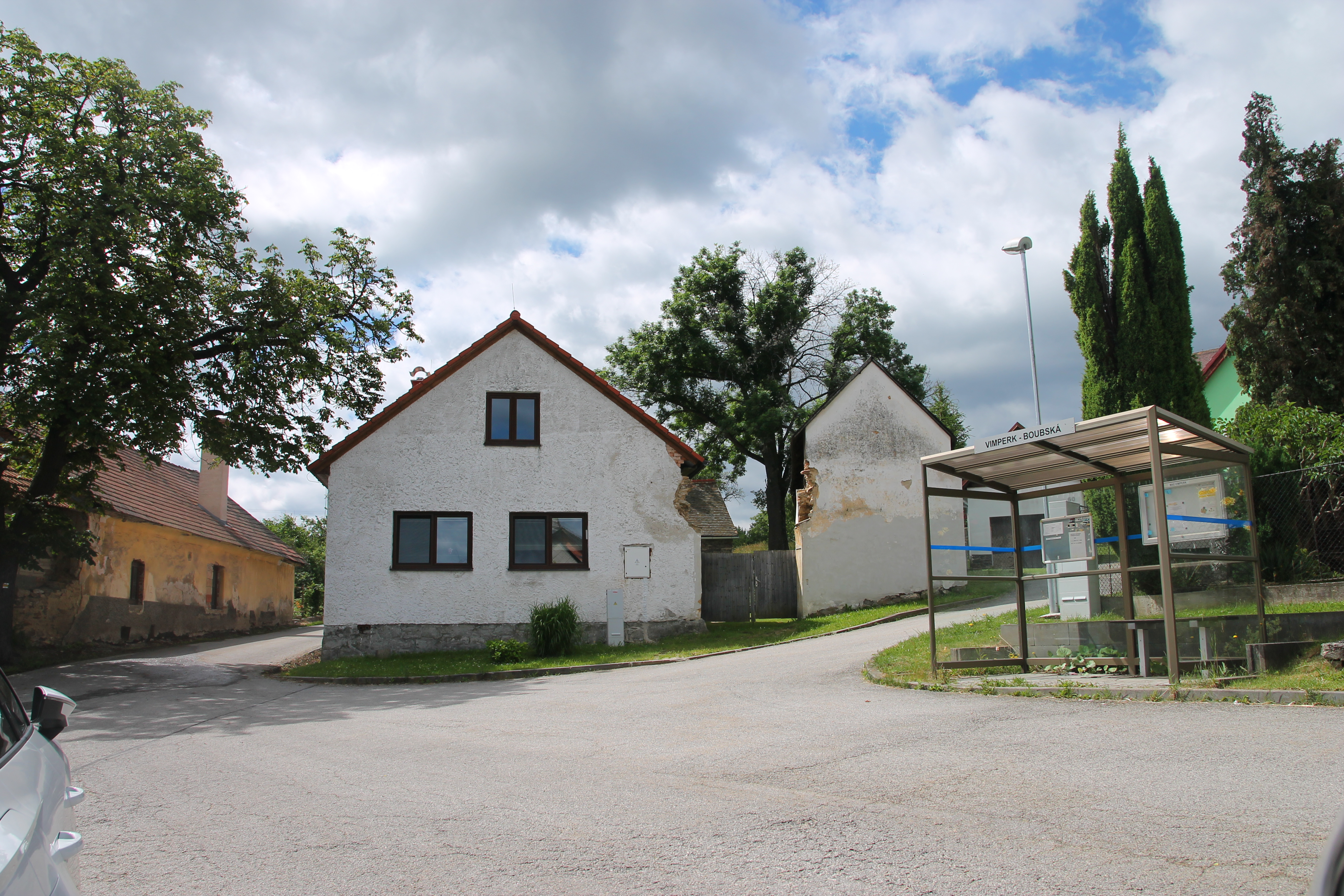
Chalupy a autobusová zastávka ve vesnici
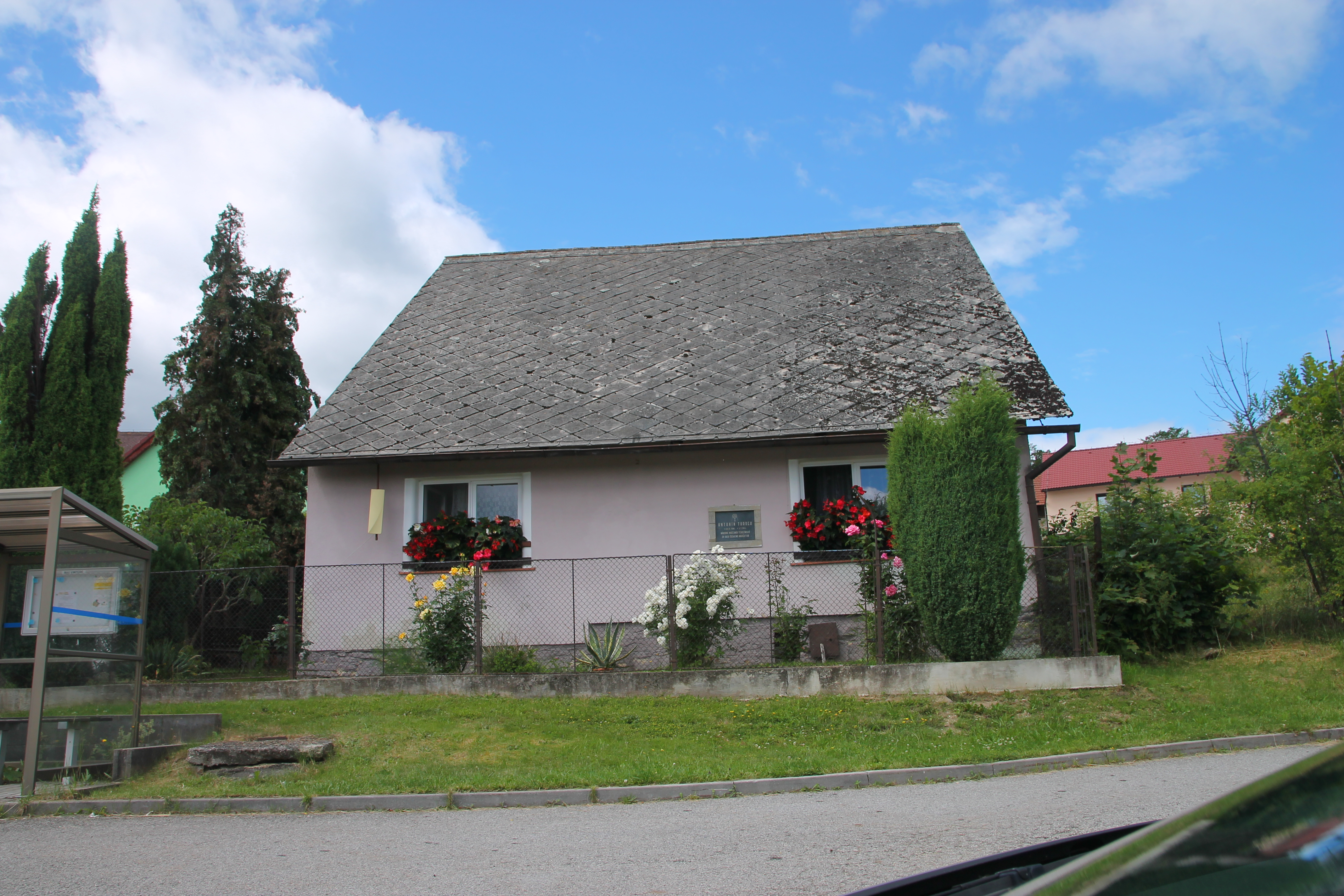
Chalupy ve vesnici